# Melanotaenia irianjaya
Melanotaenia irianjaya är en fiskart som beskrevs av Allen, 1985. Melanotaenia irianjaya ingår i släktet Melanotaenia och familjen Melanotaeniidae. Inga underarter finns listade i Catalogue of Life.